# Fea (manzana)
Fea es el nombre de una variedad cultivar de manzano (Malus domestica). Esta manzana está cultivada en diversos viveros entre ellos algunos dedicados a conservación de árboles frutales en peligro de desaparición. Esta manzana es originaria de la  Provincia de Ávila  concretamente en la comarca de El Barco de Ávila y Valle del río Tormes, donde tuvo su mejor época de cultivo comercial en la década de 1960, y actualmente en menor medida aún se encuentra.

## Sinónimos
- "Manzana Fea",[5]
- "Manzana Fea de El Barco de Ávila",[7][8]

## Historia
'Fea' es una variedad de la Provincia de Ávila en la comarca de El Barco de Ávila y Valle del río Tormes. El cultivo del manzano en Ávila en superficies importantes se remonta a principios del siglo XX. Las plantaciones originales se realizaron con variedades indígenas ('Normanda', 'García' y otras), posteriormente se dio paso a otras variedades como la 'Reineta' que es la más abundante actualmente en el 2020.
'Fea' está considerada incluida en las variedades locales autóctonas muy antiguas, cuyo cultivo se centraba en comarcas muy definidas. Se caracterizaban por su buena adaptación a sus ecosistemas y podrían tener interés genético en virtud de su adaptación. Se encontraban diseminadas por todas las regiones fruteras españolas, aunque eran especialmente frecuentes en la España húmeda. Estas se podían clasificar en dos subgrupos: de mesa y de sidra (aunque algunas tenían aptitud mixta).
'Fea' es una variedad clasificada como de mesa, difundido su cultivo en el pasado por los viveros comerciales y cuyo cultivo en la actualidad se ha reducido a huertos familiares y jardines privados.

## Características
El manzano de la variedad 'Fea' tiene un vigor Medio; florece a inicios de mayo; tubo del cáliz pequeño, triangular o con embudo corto, y con los estambres situados en su mitad.
La variedad de manzana 'Fea' tiene un fruto de tamaño pequeño; forma tronco-cónica u oval, generalmente rebajada en el lado del ojo, y con contorno de regular a asimétrico; piel fuerte; con color de fondo verde aceituna o amarillo verdoso, sobre color muy leve, siendo el color del sobre color lavado, siendo su reparto en placa, exento de chapa o levemente iniciada, acusa lenticelas abundantes blanco grisáceo con alguno ruginoso situado aisladamente, y una sensibilidad al "russeting" (pardeamiento áspero superficial que presentan algunas variedades) muy débil; pedúnculo corto, anchura de la cavidad peduncular es relativamente estrecha, profundidad de la cavidad pedúncular poco profunda, de fondo limpio o moderada chapa ruginosa, bordes irregularmente ondulados, e importancia del "russeting" en cavidad peduncular débil; anchura de la cavidad calicina estrecha, profundidad de la cav. calicina medianamente profunda formando cubeta, fondo ruginoso oscuro, con  borde ondulado y rebajado de un lado, importancia del "russeting" en cavidad calicina media; ojo pequeño, cerrado; sépalos moderadamente cortos, compactos en su base, con las puntas vueltas o entremezcladas y en conjunto de aspecto tosco.
Carne de color crema o verdosa; textura semi-dura, crujiente, poco jugosa; sabor característico de la variedad, acidulado; corazón bulbiforme o no enmarcado por ausencia de líneas. Eje cerrado o entreabierto. Celdas alargadas. Semillas de tamaño pequeñas con punta roma o agudas por una especie de filamento blanquinoso.
La manzana 'Fea' tiene una época de maduración y recolección muy tardía en el otoño-invierno, se recolecta desde mediados de octubre hasta mediados de noviembre, madura durante el invierno aguanta varios meses más. Se usa como manzana de mesa fresca.